# Pontos extremos da América
Esta é uma lista dos pontos extremos da América

## América (incluindo as terras insulares)
- Ponto mais setentrional: Ilha Kaffeklubben, Groenlândia (83°40'N)
- Ponto mais meridional: Ilha Thule do Sul, Ilhas Sandwich do Sul, Grã-Bretanha (reivindicada pela Argentina) (59.42'S)
- Ponto mais ocidental: Ilha Attu, Alasca, Estados Unidos (172°27'O)
- Ponto mais oriental: Nordost Rundingen, Groenlândia (12°08'L)

## América continental
- Ponto mais setentrional: Promontório Murchison na Península de Boothia, Nunavut, Canadá (71°58'N)
- Ponto mais meridional: Cabo Froward, Chile (53°56'S)
- Ponto mais ocidental: Cabo Príncipe de Gales, Alasca, Estados Unidos (168°05'O)
- Ponto mais oriental: Ponta do Seixas, Brasil (34°48'O)